# Екшън комикс
„Екшън комикс“ (на английски: Action Comics) е американско комикс списание, издавано от компанията „Ди Си Комикс“. „Екшън комикс, № 1“ излиза юни 1938 и в него за първи път е представен персонажа Супермен – един от първите супергерои, който популяризира и оформя архитипа на супергероя.
Първоначално списанието е издавано от издателство с името „Национален съюз на издаването“ (National Allied Publications), което после става „Национално издателство за комикси“ (National Comics Publications) и „Национално издателство за комикси“ (National Periodical Publications), преди окончателно да се превърне в днешните Ди Си Комикс. Оригиналната серия на Екшън комикс върви от 1938 г. до 2011 г. и остава като един от най-дълго просъществувалите комикси с последователно номерирани издания. Втората част на серията, започвайки отново с издание № 1, стартира от 2011 г. до 2016 г. През август 2016 г. „Екшън комикс“ се връща към оригиналната си номерация и започва да издава от № 957.

## История на публикуването

### Златна епоха
Супергероят Супермен, създаден от писателя Джери Сийгъл и художника Джо Шустър, прави своя дебют в „Екшън комикс, № 1“, излязъл на книжния пазар 18 април 1938 (корицата на броя е представена юни), което бележи началото на така наречената „Златна епоха на комиксите“. Сийгъл и Шустър опитват с години да намерят издател за своя персонаж, но безуспешно. Те плануват героят им да участва в стрип комиксите на вестникарските колони. Първоначално създаденият от тях персонаж е смел, но побъркан мъж, който използва своите телепатични способности, за да всее разруха в човечеството. Този злодей се появява в разказ, написан от Сийгъл и илюстриран от Шустър. Историята е публикувана във фензин „Научна фантастика“ (Science Fiction), издаван от креативния тандем. След появата на историята Сийгъл заявява: „Ами ако този Супермен е воден от добри вместо зли намерения?“
Писателят и художникът работят по някои заглавия за „Национален съюз на издаването“, като например Слам Брадли от „Детектив комикс“. Тандемът е поканен да се включи в предстояща нова публикация на Нешанъл. Те представят Супермен и идеята им е изпратена за разглеждане. След като Сийгъл и Шустър показват част от създадените стрип комикси, форматирани на цяла страница, компанията решава да сложи героя на корицата на списанието. Издателят Хари Донънфелд вижда издадения брой и намира историята за Супермен абсурдна. Той нарежда героят никога повече да не участва на корицата на „Екшън комикс“. Първият брой прави добри печалби и е последвано запитване, което показва, че книгата е купувана заради Супермен. Персонажът е върнат на корицата и присъства на нея в следващите 19 издания от списанието.
Първоначално „Екшън комикс“ е антология, включваща в себе си няколко истории, като допълнение към тази за Супермен. Самостоятелни истории получава и персонажа Затара – илюзионист, изнасящ представления на сцената. Друг герой Текс Томпсън впоследствие става Г-н Америка и по-късно Америкомандо. Злодеят Виджиланте се радва на дълга ротация в поредицата. Понякога списанията включват и хумористични истории като тази за Нейфут Хенри – полицай, който говори в рими. „Екшън комикс“ представя някой от персонажите и темите, които стават основен елемент в развитието на личността Супермен. Луис Лейн прави своя дебют в първия брой на серията. В „Екшън комикс, № 6“ (ноември 1938), историята „Фалшивият мениджър на Супермен“ (Superman's Phony Manager) се забелязва офис момче с папионка, чийто име не е споменато, но се вярва, че това е първата поява на Джими Олсън.
Способността на Супермен да лети е разкрита за първи път в брой 13 (юни 1939). Другите суперсили на персонажа са показани в следващите издания: рентгенови очи в брой 18 (ноември 1939), телескопично зрение, способност да задържа дълго дъха си под вода и мощен дъх в брой 20 (януари 1940).
Лекс Лутор – злодеят, който ще се превърне във вечния враг на Супермен, прави своя дебют в брой 23 (април 1940). Друг популярен злодей Човекът-играчка, създаден от писателя Дон Камерън и художника Ед Добротка, се появява в брой 64 (септември 1943). До 1942 художникът Уейн Боринг, който преди това е един от асистентите на Шустър, става главен художник на Супермен.

### Сребърна епоха
Под редакцията на Морт Уейсингър „Екшън комикс“ развива митологията за Супермен. Писателят Джери Колмън и Уейн Боринг създават „Крепост на уединението“ в брой 241 (юни 1958 г.). Следващият месец Ото Байндър и Ал Пластино дебютират със своя злодей Брейниак и градът в бутилка Кендор.
Постепенно размерът на изданието намалява, тъй като издателят не желае да увеличи цената на корицата, която възлиза на 10 цента, от там намалява и броя на историите вътре. За известно време персонажите Конго Бил и Томи Туморъл служат като допълнение към историята за Супермен. Писателят Робърт Бърнстейн и художникът Хауърд Шърман преработват резервната функция „Конго Бил“ в брой 248 (януари 1959 г.). Там е представена историята на главния герой, който придобива способността да разменя тялото си с това на горила. Името на персонажа е преименувано на Конгорила. Супергърл, създадена от Ото Байндър и Ал Пластино, е представена в брой 252 (май 1959 г.). След нейното дебютно участие новият персонаж се подвизава под личността на осиротялата Линда Лий, която прави сиропиталището Мидвейл нейна основна база. В Екшън комикс №261 (февруари 1960) се появява нейният домашен любимец Стийки, създаден от Джери Сийгъл и Джим Мууни. Супергърл се присъединява към Легиона на супергероите в брой 276 и служи като „тайно оръжие“ за Супермен в продължение на три години, докато не се разкрива в брой 285 (януари 1962 г.). Според историка на комикси Лес Даниелс: художникът Кърт Суон стана окончателният художник на Супермен в началото на 60-те години на 20 век с „нов поглед“ към героя, който замени версията на Уейн Боринг. Светът на Бизаро за първи път присъства в историята „Светът на Бизаровците!“ в брой 262 (април 1960). Писателят Джим Шутър създава злодея Паразитът в Екшън комикс №340 (август 1966).

### Брознова епоха
Морт Уейсингър се пенсионира от Ди Си през 1970 г. Последното издание на Екшън комикс с него е брой 392 (септември 1970 г.). Мъри Болтиноф става главен редактор до излизането на брой 418. Супергероят Метаморфо има поддържаща функция в изданията от 413 до 418, след като персонажът бележи кратка ротация като резерва в „Най-добрите комикси на света“. Юлиъс Шварц става главен редактор след брой 410 (декември 1972 г.). Този брой представя героя Човешка цел, създаден от Лен Уейн и Кармин Инфантино, като резерва. Зелената стрела и Черното канарче започват участие в брой 423 (април 1973 г.) и продължат да пребивават на страниците до брой 458, първоначално придружени от Човешка цел и Атомът. Между брой 423 (април 1973 г.) и 424 (юни 1973 г.) поредицата пропуска един месец, заради решението на Ди Си да промени датите на корицата от издателската си линия.
Нова версия на Човекът-играчка е създадена от Кери Бейтс и Кърт Суон в брой 432 (февруари 1974 г.) Брой 437 (юли 1974) и брой 443 (януари 1975), вместени в сборника от препечатани издания DC 100 Page Super Spectacular. Мартин Паско пише брой 500 (октомври 1979 г.), който съдържа история на Супермен, както е съществувала по това време. Историята е поместена във формата Dollar Comics.
Супергероинята Виксън прави своя дебют в Екшън комикс № 521 (юли 1981 г.). За да се отбележи 45-ата годишнина на серията, персонажите на Лекс Лутор и Брейниак са ъпдейтнати за участие в брой 544 (юли 1983 г.). Лутор облича своя иконичен елегантен костюм за първи път в историята „Лутор на свобода!“. Обликът на Брейниак се променя от познатия андроид със зелена кожа до метален робот, приличащ на скелет, в историята „Прераждане!“ Персонажът на Кийт Гифън Амбъш Бъг се появява в броевете 560, 563 и 565. Екшън комикс № 579 с писател Жан-Марк Лофисие и художник Гафън прави реверанс към френската комикс поредица Астерикс, като праща Супермен и Джими Олсън обратно във времето в малко селце, населено с гали. Шварц приключва своята кариера на редактор с брой 583 (септември 1986), в който е поместена втората част на „Какво стана с Човекът от утрешния ден?“ – история на Алън Мур и Кърт Суон.

### Модерна епоха
След събитията от „Кризата на безкрайните земи“, писателят и художник Джон Бърн възобновява франчайза Супермен с лимитираната серия „Човекът от стомана“ през 1986 г. Екшън комикс се превърна в „тим-ъп“ заглавие със своя брой 584 (януари 1987 г.), където Супермен обединява сили с групата от супергерои Новите тийн титани. Други специални участници в супер тима през този период включват: Фантомът-странник, Новите богове, Демонът, Човекът ястреб, Корпусът на Зеления фенер, Железните хора, Супермомчето, Голямата Барда, Господин Чудо, Бустър Голд, Марсианския ловец, Привидението, Луис Лейн и Лана Лейн, Шахмат, Жената-чудо и Човекът-прилеп. Първият „Годишен Екшън комикс“ е публикуван през 1987 г. и включва Супермен, в екип с Батман, в история, написана от Бърн и изготвена от Артър Адамс. В издание #599 (април 1988 г.) е включена Ди Си Комикс бонус книга.
От 24 май 1988 до 14 март 1989 списанието променя периода на излизане, като става седмично издание със заглавие „Седмичен екшън комикс“ (ACW), който представлява антология. Причина за тази промяна е решението на Ди Си да свалят заглавието „Корпусът на Зеления фенер“ и съсредоточаването на историите за Зеления фенер само в ACW.
Останалото от тези броеве включва истории в серии на други персонажи от Ди Си, понякога като проби, които съответно водят до ограничение на серията или по-честата ѝ ротация. Герои със своя собствена история са: Черното канарче, Черният ястреб, Капитан Марвел, Жената-котка, Мъртвецът, Нощното крило, Жената фантом, Фантомът странник, Тайната шесторка, Спиди и Дивото куче. Заглавия, свързани с ACW по това време, включват минисериите за Жената котка и Черният ястреб. Над двата продукта работи същият творчески тим от седмичното издание. По време на съществуването на ACW са публикувана два спешъла на Зеления фенер, единият в края на 1988 г, другият пролетта на 1989 г. Последният спешъл обвива сторилайна от серията за Зеления фенер от седмичника. Всеки брой включва история в две страници от сюжета за Супермен, която служи за отдаване на почит към ранните комикс стрипове за Човекът от стомана от вестниците.
За последния брой на ACW е планувана история, в която се сблъскват персонажите на Кларк Кент и Хал Джордан, написана от писателя Нийл Геймън. Произведението на Геймън обаче е центрирано върху партньорството между Супермен и Зеленият фенер, като странично участват и други герои от ACW като Черният ястреб (във флашбек частта), Мъртвецът и Фантомът странник. Разказът противоречи на редакционната политика на Ди Си по това време, която представя Хал Джордан и Кларк Кент като приятели, които знаят един на друг тайните си самоличности. Това не се е считало за правило през 1989 г. и Геймън не проявява желание да промени наратива. Тъй като всяка серия в ACW се редактира от различни редактори, хронологията не се поддържа от главната редакцията на Ди Си. Историята е изведена в различен комикс, написан от Елиът Си. Маджин, е пуснат в книгата. Произведението на Геймън е публикувано най-накрая в единична книжка със заглавие „Зеленият фенер / Супермен: Легенда за зеления пламък“ през 2000 г.
Експериментът „Седмичен екшън комикс“ продължава до март 1989 г. и след кратко прекъсване в брой 643 (юли 1989 г.) оригиналното заглавие е върнато, както и месечния график. Писателят и художник Джордж Перез застава начело на възобновеното списание. Следващият месец към него се присъединява скриптъра Роджър Стърн.
Като писател Стърн допринася за такива истории като „Паника в небето“ и „Смъртта на Супермен“. Той създава Заличителят за „Годишен екшън комикс“ #2 и по-късно го прибавя към „Управлението на Супермен“ – история започнала от „Приключенията на Супермен“ #500. След това Заличителят поема ролята на „Последният син на Криптон“ в Екшън комикс #687 (юни 1993 г.)
Стърн написва историята от 1991 г., в която Кларк Кент най-накрая разкрива личността си като Супермен на Луис Лейн.
Няколко големи сюжетни линии преминават в „Екшън комикс“, включително „Император Жокер“ от 2000 г. и „Нашите воюващи светове“ през 2001 г. Джон Байрън се завръща в списанието за броевете #827 – 835 (2005 – 2006) съвместно с писателя Нийл Геймън.
След дългата сюжетна линия „Една година по-късно“, „Екшън комикс“ прави сюжет, обединявайки сериите от „Супермен“. Продуктът е озаглавен „Нагоре и нагоре и по-далеч“, където Кларк Кент се опитва да предпази Метрополис без своите супер сили, докато накрая не си ги възвръща.
Сюжетната линия „Последният син“ е дело на Джоф Джонс и Ричард Донър, режисьорът на „Супермен: Филмът“ от 1978 г., а моливът е на Адам Куберт. Историята представя персонажа на Кристофър Кент и пренася на страниците злодеите от филма: Генерал Зод, Уурса и Нон, които стават част от Вселената на Ди Си. Брой #851 (август 2007) излиза в 3D формат.
Започвайки с брой #875 (май 2009 г.), написан от Грег Рука и рисуван от Еди Браунс, Тара Ак-Вар и Крис Кент заемат мястото на Супермен като главен протагонист на комикса, докато истинският Супермен напуска Земята, за да заживее на Новия Криптон. Резервната история за Капитан Атом започва в брой #879 (септември 2009 г.).
На 22 февруари 2010 г. копие от „Екшън комикс #1“ е продадено на аукцион за 1 милион долара, подобрявайки миналогодишния рекорд от $317 000 на друго копие от броя, което било в по-лошо състояние. Купувачът е анонимно лице. Продажбата е извършена от аукцион, базиран в Манхатан с име „ComicConnect.com“.
Въпреки че Ди Си първоначално обявява Марк Гугенхайм като писател на заглавието, което трябва да последва лимитираните серии „Войната на Супермен“, той е заменен от Пол Корнел. Корнел включва Лекс Лутор като главен персонаж в „Екшън комикс“ от брой #890 до #900. Персонажът на Дет прави своята първа поява в #894, със съгласието на нейния създател Нил Геймън. През април 2011 г. 900-тното издание на „Екшън комикс“ излиза на пазара. Той служи като заключителна част на сторилайна за Лутор „Черният кръг“ и продължение на историята „Управлението на обречените дни“. Последният брой на оригиналния Екшън комикс е #904.

### Новите 52
Заглавието е възобновено от брой № 1, като част от серията „Новите 52“ от 2011 г. с творчески екип писателя Грант Морисън и художника Регс Моралес. Както при всички книги, свързани с рестартирането на Ди Си, Кларк Кент изглежда с около пет години по-млад от предишното въплъщение на персонажа (където той ще се фокусира върху ранните дни от развитието на Супермен, докато основната поредица обръща внимание върху настоящето). Супергероите като цяло се появяват само през последните пет години и на тях се гледа, в най-добрия случай, с подозрение, а в най-лошия, с откровена враждебност. Сюжетът в Екшън комикс се развива около година преди събитията от „Лига на справедливостта, №1“ и е посочен от съиздателя на Ди Си Дан Дидио като „Вселената на Ди Си: Нулева година“, докато Лигата действа в „Първа година“. Мъжът от стомана все още не е спечелил доверието на гражданите на Метрополис и носи облекло, състоящ се от тениска с пелерина, дънки и работни ботуши. Първият брой е отпечатан в пет разпечатки от март 2012 г.
Първата сюжетна линия в рестартираната серия е озаглавена „Супермен и мъжете от стомана“ и представлява колекция от истории. Разказа започва от ранните години на Супремен, когато си създава име на защитник на потиснатите в Метрополис. Той привлича вниманието на военните и учения Лекс Лутор, който е заинтересован да тества собствените си сили, както и да открие какъв вид заплаха представлява той самия.
След завършването на сюжетната линия на Морисън, писателят Анди Дигъл и художникът Тони Даниел стават новия творчески екип на заглавието от брой № 19. За разлика от предишните издания, мястото на действието в новата поредицата на Екшън комикс се развива в настоящето. Дигъл обяви оставката си като писател на поредицата малко преди първият брой да излезе в продажба. Дигъл остави заглавието само с един завършен брой (той ще бъде съавтор на номер 20 и един от създателите на сюжета от номер 21), като Даниел поема напълно сценария и художествените задължения за двата следващи броя, с които се завършва арката от три части „Хибрид“. Скот Лобдел написва поредица след напускането на Дигъл и Даниел. Писателят Грег Пак и художникът Арън Кудър стават новият творчески екип в поредицата от брой № 25 (януари 2014 г.). Тази серия завърши с брой № 52 (юли 2016 г.), който е част от арката „Последните дни на Супермен“, който се включва смъртта на Супермен и края на „Новата 52“.

### Ди Си Възраждане
Като част от плана „Ди Си Възраждане“ Ди Си Комикс стартира отново Екшън комикс през юни 2016 г. и връща оригиналното намериране на списанието – броевете започват от „Екшън комикс, № 957“. Писател на възобновената серия е Дан Юргенс и книгите излизат два пъти в месеца. Тя е продължение на поредицата „Супермен: Луис и Кларк“, която описва Супермен, неговата съпруга Луис Лейнс и техния син Джонатан Кент.
За 1000-ия брой на Екшън комикс, издаден на 18 април 2018 г. - 80-годишнината от премиерния брой – Ди Си връщат Супермен в традиционния му костюм с червените гащи и жълтия колан. „Екшън комикс, № 1000“ събира обикновената корица, празен вариант на корицата, осем корици, обхващащи осем десетилетия от 30-те до 00-те години, деветнадесет други варианта на корици от различни изпълнители и с твърди корици „Екшън комикс: Луксозни издание за 80-та годишнина на Супермен“.
Брайън Майкъл Бендис стана новият автор на Екшън комикс, започваща с брой № 1001.

### Безкрайна граница
С брой 1029 от март 2021 г. се започва издаването на заглавието „Безкрайна граница“ (Infinite Frontier). Филип Кенеди Джонсън става водещ писател на серията, както и предружаващата серия за Супермен.

## Схема на излизане и номерация
Екшън комикс е най-дълго просъществувалата серия на Ди Си с последователна номерация след списанието „Детектив комикс“. Отклонение от стриктия месечен план на издаване са четири препечатни издания в голям формат на Супергърл, публикувани ежегодно като 13-ти за месеца брой: № 334 (март, 1966), № 347 (март-април, 1967), № 360 (март-април, 1968) и № 373 (март-април, 1969). Екшън комикс е бил в тримесечна пауза в два случая от историята си. Първият от тези случаи е през лятото на 1986 г., когато брой № 583 за месец септември е последван от януарския брой от 1987 № 584. Причината е спирането на серията „Супермен“ в този период и публикуването на лимитираната серия от шест броя „Човек от стомана“ на Джон Байърн. Екшън комикс спира и между броевете № 686 и № 687 (февруари и юни 1993), след историческата линия „Смъртта на Супермен“ и „Погребение за приятел“ и преди завръщането с историята „Управлението на Супермен“.
Списанието се публикува седмично от 24 май 1988 до 14 март 1989 г. Временното увеличаване чистота на издаване на Екшън комикс позволява на заглавието да надмине по брой на самостоятелните издания „Детектив комикс“. Това надминаване става през 70-те години, когато серията излиза за няколко години два пъти в месеца. Промяната трае от № 601 до № 642. През този период Супермен се появява само в история от две страници на всяко издание. Той продължава да е единственият персонаж присъствал във всеки брой на Екшън комикс.
Брой № 0 (октомври, 1994) е публикуван между № 703 и № 704 като част от „Месец Нула“, след събитието с участие на много от пресонажите на Ди Си „Нулев час: Криза на времето“. Има и брой № 1,000,000 (ноември, 1998) по време на събитето „Ди Си Един милион“ през октомври 1998 г., между броевете № 748 и № 749.
На 1 юни 2011 г. е обявено, че всички серии, чийто сюжет се развива във Вселената на Ди Си ще бъдат спряни или преустановени чрез нов брой с номерация № 1. Събитията в лимитираната серия „Флашпойнт“ начеват нова последователна сюжетна линия, която е причината да се спрят досегашните истории. Въпреки че Екшън комикс е най-дълго просъществувалата поредица, която достига до № 904, тя не е изключение от правилото и първия брой от рестартираната серия излиза на пазара под № 1 на 7 септември 2011 г.
През феврувари 2016 г. е обявено, че като част от „Ди Си Възраждане“ Екшън комикс е подновен и ще се върне към оригиналната система на номерация, като започне от № 957 (август, 2016) и ще излиза два пъти в месеца.